# Relaciones Japón-Panamá
Las relaciones entre el Estado de Japón y la República de Panamá se refieren a las relaciones diplomáticas y económicas entre ambos países. 

## Historia

### Embajada japonesa a los Estados Unidos
El primer contacto entre ambas naciones se dio en 1860, cuando una misión diplomática del shogunato Tokugawa hizo una escala en el istmo de Panamá (en ese momento como parte de la Confederación Granadina), rumbo a Estados Unidos.
El 24 de abril de 1860 el buque Powhatan que venía desde California llegó al puerto de la capital panameña con la comitiva que desembarcó el día siguiente. En el desembarque, que se hizo en la mañana, fueron recibidos con galas por parte de las autoridades locales, el cuerpo consular y otros ciudadanos distinguidos de la época. Según el reporte de La Estrella de Panamá, los panameños se sintieron decepcionados ya que los veían como «chinos con la apariencia de más civilizados», portando sus vestuarios tradicionales y espadas.
A las 9 de la mañana, la misión abordó el ferrocarril transístmico junto con las autoridades locales y cónsules extranjeros. El tren hizo una parada en la estación de San Pablo, donde recibieron un refrigerio y luego avanzarían hasta la estación terminal en Colón, donde desembarcarían una hora después. La misión japonesa se embarcaría en el buque Roanoke, que zarpó rumbo a Nueva York el 26 de abril.
Una de las principales impresiones en ese recorrido fue hecha por Muragaki Norimasa, uno de los principales diplomáticos de la misión, quienes al montarse a un tren por primera vez se sintieron abrumados por los ruidos del aparato.

### Canal de Panamá

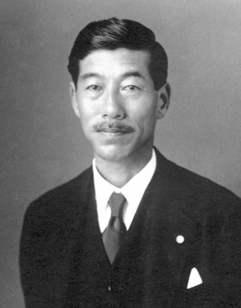
Akira Aoyama, ingeniero que trabajó en el canal de Panamá.

Pasaron varias décadas, cuando finalmente se establecieron relaciones diplomáticas el 7 de enero de 1904, dos meses después de que el istmo de Panamá se separó de Colombia como una república independiente; siendo Japón el primer país asiático en entablar relaciones con Panamá.
Japón tuvo la participación en la construcción del canal de Panamá, con la colaboración en topografía del ingeniero Akira Aoyama entre 1904 y 1911. Con dicha experiencia, Aoyama logró posteriormente aplicar un sistema de canalización en el río Arakawa en Japón.
Japón estableció su consulado en Panamá en 1918, siendo Tadanao Imai su primer representante. Luego en 1938 fue elevado el cargo a ministro plenipotenciario, siendo Saichirō Koshida el primer designado.
Con la llegada de la Segunda Guerra Mundial, las relaciones se deterioraron debido a la estrecha relación entre Panamá y Estados Unidos. Tras el ataque a Pearl Harbor (7 de diciembre de 1941), al día siguiente Panamá le declaró la guerra a Japón, resultando en la ruptura de relaciones. Tras la rendición de Japón, cuando este país aceptó los términos del Tratado de San Francisco, Panamá reestableció las relaciones con Japón el 20 de febrero de 1953.
En octubre de 1962 ambos países acordaron mutuamente elevar la categoría de sus legaciones a nivel de embajada, siendo Tadashi Maruyama el primer embajador japonés en Panamá.
La primera autoridad panameña en visitar Japón fue el presidente Aristides Royo en marzo de 1980. Le siguieron Ernesto Pérez Balladares (septiembre de 1995), Ricardo Martinelli (octubre de 2012), Juan Carlos Varela (abril de 2016) y Laurentino Cortizo (octubre de 2019).
Por otro lado, en mayo de 2013 el Ministro de Relaciones Exteriores de Japón, Fumio Kishida, visitó Panamá como parte del fortalecimiento de la agenda bilateral entre ambos países, siendo el primer canciller japonés en visitar Panamá desde el inicio de las relaciones. En noviembre de 2016, visitó a Panamá el Ministro de Economía, Comercio e Industria de Japón Hiroshige Sekō, con el fin de reforzar los lazos económicos.
El actual embajador de Japón en Panamá es Kazuyoshi Matsunaga, mientras que el embajador de Panamá en Japón es Walter Cohen.

## Relaciones económicas

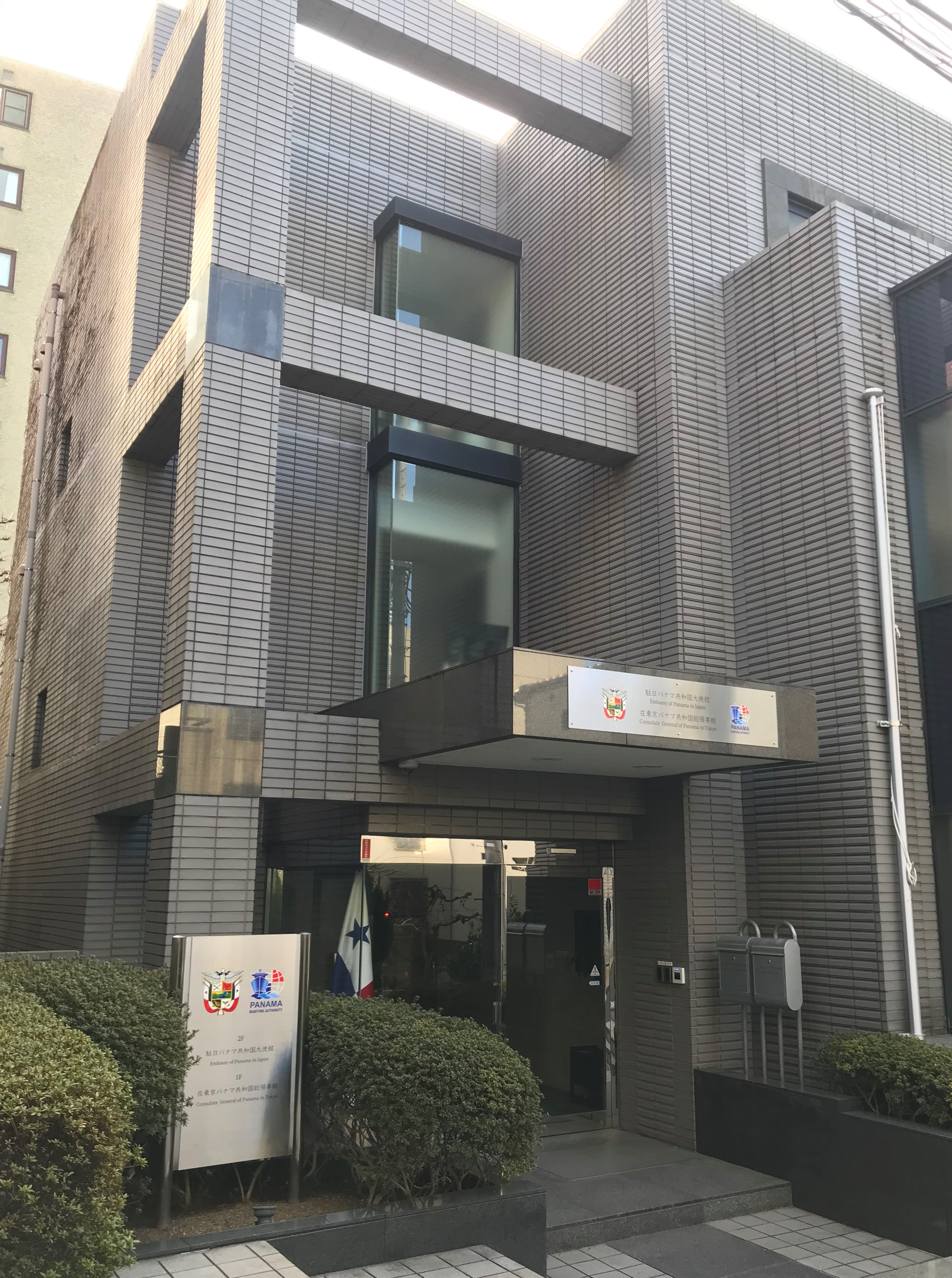
Embajada de Panamá en Japón (Tokio).

Tanto Panamá como Japón mantienen unas relaciones fuertes en el comercio marítimo, siendo Japón el segundo usuario más frecuente del Canal de Panamá, de igual manera con el sistema de abanderamiento de buques y la Zona Libre de Colón. Japón es el primer destino de mercancías que se envían desde la costa este de los Estados Unidos al Extremo Oriente con un 45 % del total, y el segundo expedidor, luego de la República Popular China, con un 23 % de las que van hacia la costa este estadounidense.
Las importaciones desde Japón a Panamá en 2001 fueron de 128 millones de dólares, posicionándose en el quinto lugar tras Estados Unidos, Ecuador, Colombia y Venezuela. El 90 % de estas importaciones son automóviles y partes de automóvil (neumáticos y componentes de caucho), mientras que el resto de las importaciones son electrodomésticos. Esta cantidad de maquinaria que se importa se traduce en el uso corriente de productos japoneses en Panamá: el 70 % de los automóviles vendidos en Panamá en 2001 provinieron de Japón. Desde Japón se importa a la Zona Libre de Colón unos 263,6 millones de dólares, convirtiéndolo en el quinto país más activo detrás de la República Popular China, la República de China, los Estados Unidos y Canadá, convirtiendo a Panamá en un importante punto para la reexportación de productos japoneses a América Latina.
Mientras que Panamá exportó a Japón en 2001 unos 12 millones de dólares y alrededor del 70 % de estas exportaciones fueron de productos pesqueros y en menor medida carne vacuna.
Japón es un país con una fuerte presencia de abanderamiento de buques con la bandera panameña. Un 70 % de las embarcaciones japonesas posee la bandera panameña, mientras que entre un 30 % y 40 % de las buques abanderados de Panamá pertenecen a empresas japonesas.
Entre los clientes japoneses del Registro de Naves de Panamá los más importantes son Nippon Yusen Kabushiki Kaisha (NYK), Mitsui O.S.K. Lines (MOL), Kawasaki Kissen Kaisha (K Line).
En octubre de 2002, la Japan External Trade Organization (JETRO) inauguró una oficina comercial en Panamá, con el fin de mantener y acrecentar el flujo comercial entre ambos países.
El gobierno japonés ha mostrado interés en el Metro de Panamá, aportando en el financiamiento, equipamiento y tecnología de la Línea 3, que conectará la ciudad capital con la provincia de Panamá Oeste. Este interés de Japón, se originó como resultado directo de la visita oficial del presidente panameño Ricardo Martinelli a ese país en el año 2012, donde se reunió con el primer ministro japonés Yoshihiko Noda y autoridades del Metro de Tokio. Posteriormente, en el año 2016 el presidente panameño Juan Carlos Varela y el primer ministro japonés Shinzō Abe acordaron por 2600 millones de dólares, un financiamiento otorgado a la Agencia Japonesa de Cooperación Internacional (JICA) y la tecnología aplicada será enteramente japonesa, siendo la primera en el continente americano.

## Relaciones culturales y cooperación
Japón promueve en Panamá la cooperación económica y técnica, donde voluntarios japoneses transfieren tecnología a diversos sectores con el fin de establecer un desarrollo económico sostenible. Esta asistencia se canaliza a través de la Agencia de Cooperación Internacional del Japón (JICA), donde fundó en Panamá una oficina en 1988.
También la cooperación se realiza con el envío de panameños a los programas de capacitación técnica de JICA y con las becas otorgadas por el Ministerio de Educación, Cultura, Deportes, Ciencias y Tecnología.
En Panamá, al existir una pequeña comunidad de japoneses (unos 490 en 1998), se fundó una escuela japonesa en 1974, en donde se enseña sólo a niños japoneses cuyos padres están radicando de manera temporal o permanente en Panamá, con el currículum educativo del gobierno japonés.
Recientemente, ha aumentado el intercambio cultural desde Japón, en donde los panameños han tenido mayor acogida a las artes marciales, el arte (sobre todo el manga y anime) y la música.
La ayuda cultural proporcionada por el gobierno japonés a Panamá desde 1975 hasta 2006 ha sido de 756,9 millones de yenes.
En octubre de 2017 se contabilizaba en 388 japoneses residiendo en Panamá, mientras que en diciembre de 2017 se contabilizaban unos 54 panameños residiendo en Japón.